# Nowickea
Nowickea és un gènere de plantes angiospermes de la família de les fitolacàcies natives de Mèxic.

## Descripció
És una planta herbàcia amb fulles alternades, el·líptiques o lanceolades. Les flors tenen cinc tèpals i un ginòfor molt desenvolupat. Fruit ovoide o en forma de pera invertida amb llavors el·lipsoidals.

## Taxonomia
Aquest gènere va ser publicat per primer cop l'any 1989 a la revista Brittonia per Julieta Martínez i John Andrew McDonald.

### Etimologia
El nom d'aquest gènere és un homenatge a la botànica estatunidenca Joan W. Nowicke, una autoritat en palinologia.

### Espècies
Dins d'aquest gènere es reconeixen les dues espècies següents:
- Nowickea glabra J.Martínez & J.A.McDonald
- Nowickea xolocotzii J.Martínez & J.A.McDonald